# 佐野久綱
佐野 久綱（さの ひさつな）は、江戸時代前期の旗本。下野国佐野藩の嫡子。佐野信吉の長男。子に佐野盛綱（三男）など。号は雲峰。

## 生涯
慶長5年（1600年）、下野佐野藩主・佐野信吉の長男として誕生。初名は定綱。
慶長19年（1614年）、父の兄にあたる伊予国宇和島藩主・富田信高の事件に連座して佐野藩は改易され、父とともに信濃国松本藩に預かりの身となった。
元和8年（1622年）に赦免され、寛永15年（1638年）に江戸幕府に召し出されて50人扶持を与えられ、書院番士となる。寛永17年（1640年）には3,000俵を給され、弟の公當に1,000俵を分与。のち久綱の子孫は3,500石の旗本寄合となった。
寛文8年（1668年）に致仕して家督を子の盛綱に譲る。
延宝7年（1679年）、80歳で死去。
盛綱の後は、直行(盛綱の子)→察行(直行の子)→仲行(察行の子)→徳行(仲行の子)→義行(高取藩 植村家道の子)→資行(佐野貴行の子 貴行は岡田藩 伊東長詮の子 妻は義行の娘)→時行(資行の子)→修行(時行の子)と続く。